# Чесебиев, Бислан Меджидович
Бислан Меджидович Чесебиев (род. 22 мая 1955, Майкоп, СССР) — советский и украинский дзюдоист и самбист, тренер и судья по дзюдо и самбо.

## Биография
Бислан Чесебиев родился в Майкопе 22 мая 1955 года. C 9 лет занимался спортивной гимнастикой, подавал надежды. Под впечатлением от чемпионата Адыгейской автономной области по самбо 1968 года, где боролся будущий чемпион мира по дзюдо Владимир Невзоров, записался в секцию дзюдо. Тренировался у Якуба Коблева. Подготовил 20 мастеров спорта по дзюдо и самбо , 5 мастеров спорта международного класса. Зараз проживає у Києві.

## Известные воспитанники
- Горбоконь, Игорь (1973) — призёр чемпионатов Европы и мира по самбо, серебряный призёр летней Универсиады 1999 года в Пальма-де-Майорке.
- Зарецкий, Константин Вячеславович (1979) — призёр чемпионатов России, чемпион и призёр чемпионатов мира среди военнослужащих, призёр чемпионата мира среди студентов, мастер спорта России международного класса.